# DB 151 sorozat
A DB 151 sorozat egy német Co'Co' tengelyelrendezésű, nagy teljesítményű tehervonati villamosmozdony-sorozata nehéz tehervonati üzemre. A mozdonyokat 1972 és 1978 között gyártotta az AEG, a BBC, a Henschel, a Krauss-Maffei, a Krupp és a Siemens. Összesen 170 db készült belőle a Deutsche Bahn számára, ahol a DB 150-es sorozatot váltották ki vele.
Néhány mozdony az érc- és szénvonatok vontatására automatikus vonókészülékkel van felszerelve.

## Modell
TT méretarányban illetve H0-ban is a Roco adta ki a mozdonyt, többféle festési változatban is. A PIKO is kiadta többször is de ők kizárólagosan H0 méretarányban.